# Match de la mort

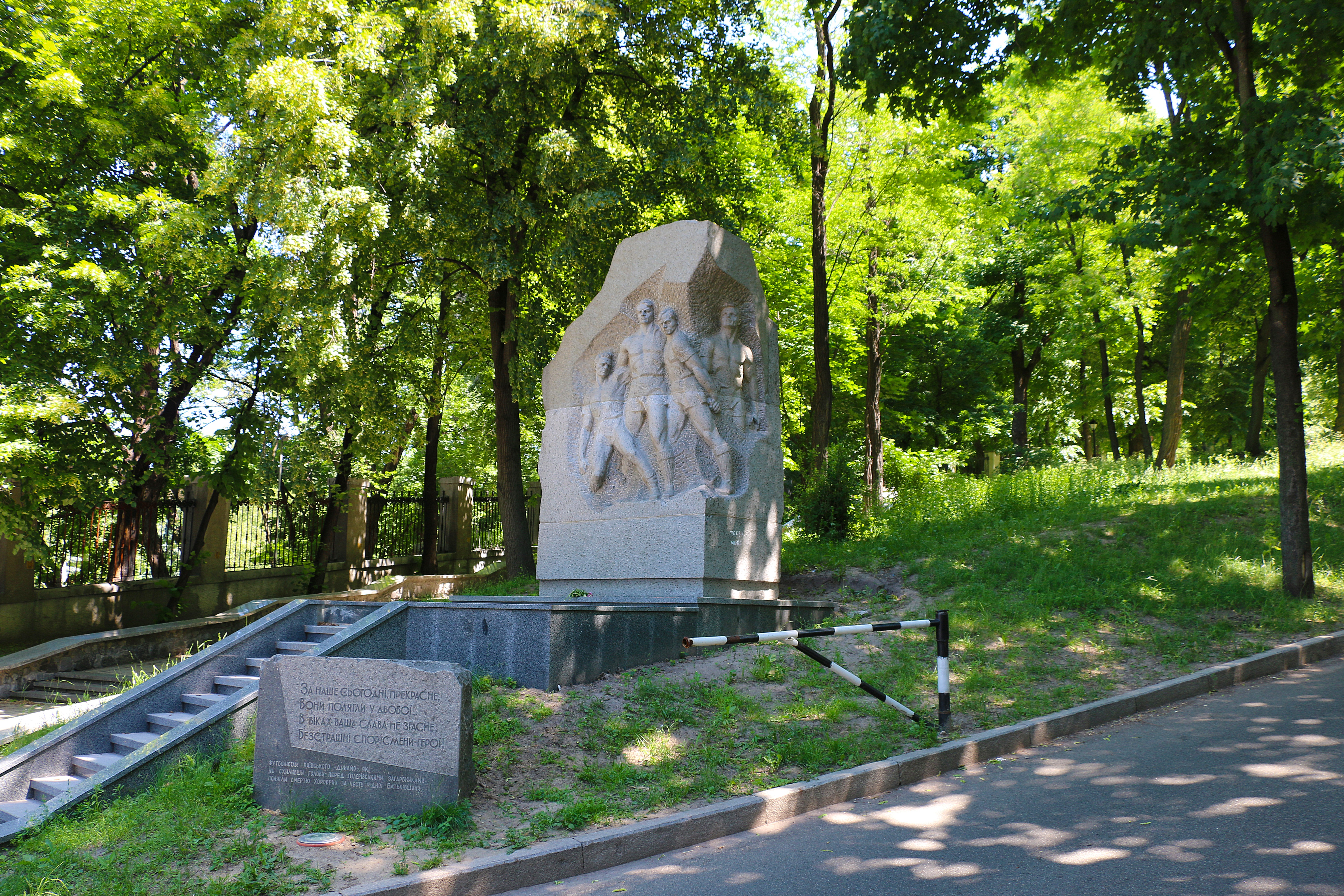
Sculpture en l'honneur des joueurs ukrainiens, à l'entrée du Start Stadium.

Le match de la mort (en ukrainien : Матч смерті ; en russe : Матч смерти) est le surnom donné à un match de football organisé le 9 août 1942 à Kiev, alors occupé par les Allemands, entre le FK Start, une équipe composée principalement de joueurs du Dynamo Kiev, et l'équipe allemande de Flakelf. Si la victoire 5 à 3 des Ukrainiens et l'arrestation de onze joueurs par la Gestapo dans les jours qui suivent (huit seront déportés et cinq tués) sont des faits non contestés, le lien de cause à effet est plus discuté. Ce lien a été affirmé et « mythifié » par l'Union soviétique, qui a notamment érigé une statue en mémoire des joueurs ukrainiens à l'entrée du Zenit Stadium de Kiev en 1971, stade rebaptisé Start Stadium (uk) en 1981. A contrario, certains historiens ou journalistes contestent cette version, soutenant que les arrestations ou exécutions n'étaient pas liées à ce match.

## Contexte
À l'été 1941, le Troisième Reich lance l'opération Barbarossa au cours de laquelle les Allemands envahissent l'URSS, dont la ville de Kiev.
Après l'invasion de Kiev, un semblant d'une vie organisée s'installe. Quelques événements culturels (concerts, spectacles) ont lieu. À ce moment, le nouveau directeur de l'usine à pain no 1 nommé par les Allemands, Józef Kordić, décide de monter une équipe de football amateur, le FK Start. Il y intègre six anciens joueurs ukrainiens du Dynamo Kiev et trois du Lokomotiv Kiev (en) (club dissous par les autorités allemandes) venus travailler dans son entreprise — Nikolaï Troussevitch, Mikhaïl Poutistine, Ivan Kouzmenko, Alekseï Klimenko, Makar Gontcharenko, Fiodor Tioutchev, Mikhaïl Sviridovski, Vladimir Balakine et Pavel Komarov. À l'équipe se joignent également trois anciens joueurs qui servent dans la police — Lev Goundarev, Aleksandr Tkatchenko, Gueorgui Timofeïev, le cuisinier de la cantine municipale Nikolaï Korotkikh (ancien officier du NKVD), le chargé de la sécurité du Conseil municipal Iouri Tchernega, et deux joueurs travaillant aux chemins de fer — Mikhaïl Melnik et Vassili Soukharev.
Loin de limiter l'activité sportive, la guerre la stimule, à l'instar d'autres activités de loisir et de divertissement tels que le cinéma ou la chanson. Les autorités du Reich laissent repartir en juin 1942 un championnat de football auquel participent des formations représentant les forces d'occupation roumaines, hongroises et allemandes ainsi que deux équipes locales, la Rukh, émanation des nationalistes ukrainiens, et le FK Start. Les autorités d'occupation veulent ainsi montrer, selon la propagande soviétique ultérieure, la « supériorité de la race aryenne » dans le sport.
À partir du 7 juin 1942, le FK Start enchaîne une série de sept victoires consécutives en jouant contre Ruch (Ukraine), Ungarisches Garnisonsmannschaft (Hongrie), Sport (Ukraine), RSG (Reichsbahn Sportgemeinschaft - Allemagne), MSG. Wal (Hongrie), GK SZERO (Hongrie). Les équipes nazies y voient une provocation contre le régime d'Adolf Hitler. Le 6 août 1942, le FK Start bat la Flakelf (une équipe comportant des aviateurs de la Luftwaffe) 5 à 1. Les Allemands humiliés imposent un match de revanche.

## FK Start le 9 août 1942
Composition de l'équipe du FK Start :
- Nikolaï Troussevitch (Николай Трусевич, 1909-1943)
- Mikhaïl Poutistine (Михаил Путистин, 1906-1981)
- Ivan Kouzmenko (Иван Кузьменко, 1912-1943)
- Alekseï Klimenko (Алексей Клименко, 1912-1943)
- Makar Gontcharenko (Макар Гончаренко, 1912-1997)
- Fiodor Tioutchev (Фёдор Тютчев, 1907-1959)
- Mikhaïl Sviridovski (Михаил Свиридовский, 1908-1973)
- Vladimir Balakine (Владимир Балакин, 1913-1992)
- Pavel Komarov (Павел Комаров, 1913-après 1970)
- Lev Goundarev (Лев Гундарев, 1921-1994)
- Gueorgui Timoféïev (Георгий Тимофеев, 1910-1967)
- Nikolaï Korotkikh (Николай Коротких, 1909-1942)
- Iouri Tchernega (Юрий Чернега, 1919-1947)
- Mikhaïl Melnik (Михаил Мельник, 1915-après 1944)
- Vassili Soukharev (Василий Сухарев, 1911-après 1944)

## Match
Le 9 août 1942 à Kiev, une rencontre oppose, devant 45 000 spectateurs selon la légende, le FK Start à une équipe de la Luftwaffe. Le match est arbitré par un soldat de la Luftwaffe, qui ordonne aux Ukrainiens, qui refusent, de faire le salut fasciste. Les Allemands ouvrent le score mais se font égaliser, puis sont menés 3-1 à la mi-temps. Finalement, le FK Start gagne la rencontre 5-3.

## Après le match
Après le match, joueurs allemands et ukrainiens posent tous ensemble sur une photo.
Le 16 août 1942, le FK Start bat Rukh sur le score de 8–0. Deux jours après, la Gestapo arrête six footballeurs de FK Start qui travaillent à l'usine à pain de Kiev et deux jours après deux autres. Les raisons de leur arrestation ne sont pas déterminées avec exactitude. Mikhaïl Sviridovski en février 1944 affirme que les joueurs du Dynamo Kiev ont été dénoncés par un ancien champion de natation Gueorgui Viatchkis, un collaborateur qui sera décoré d'une Croix de fer. Viatchkis aurait signalé leur appartenance à des structures du NKVD. Cela explique la libération de Vladimir Balakine, venu de FC Lokomotiv, le lendemain des arrestations. Mikhaïl Melnik et Vassili Soukharev ne sont pas inquiétés.
Nikolaï Korotkikh est arrêté le 6 septembre 1942. Le 8 septembre 1942, Aleksandr Tkatchenko est tué lors d'une tentative de fuite. On découvre les photos de Korotkikh en tenue d'officier NKVD, ce qui scelle son destin ; il est torturé et périt en prison. Les autres sont transférés dans le Camp de concentration de Syrets où trois joueurs de FK Start — Nikolaï Troussevitch, Ivan Kouzmenko et Alekseï Klimenko — sont fusillés en 1943.
La propagande soviétique s'empare de cet événement,,. On forge une légende selon laquelle après la première mi-temps du match, des soldats du Troisième Reich entrent dans le vestiaire du FK Start en annonçant aux joueurs qu'ils seront exécutés s'ils ne laissent pas gagner l'équipe adverse, mais l'esprit soviétique s'avère plus fort que la peur de la mort.
Le premier article dans la presse soviétique consacré à l'illustre rencontre parait le 17 novembre 1943 dans la Kiïvska pravda (Київська правда). On propose à Léo Cassil de développer ce sujet, mais pour des raisons inconnues celui-ci refuse. Qu’à cela ne tienne, en 1944, le journal du front de Transbaïkalie Na boevom postou (На боевом посту) publie, sous forme de feuilleton, la nouvelle Dinamovtsy (Динамовцы) écrite par Aleksandr Borchtchagovski, qui présente les joueurs comme les héros de la résistance. Le même Borchtchagovski, en août-septembre 1946, publie dans le journal Stalinskoe plemia (Сталинское племя) la nouvelle Match de la mort consacrée au même sujet. Selon une version, en transformant les joueurs en personnages de la lutte anti-nazi, l'auteur cherchait à leur épargner d’inévitables poursuites pour collaboration avec l'ennemi, car c'est ainsi qu'une rencontre sportive pouvait être interprétée.
Après la guerre, les films Troisième mi-temps d'Evgueni Karelov (1962) et Deux mi-temps en enfer (1962) de Zoltán Fábri, consolident ce scénario dans la mémoire collective des Soviétiques.

## Après la dislocation de l'URSS
Le film Match d'Andreï Malioukov réalisé en 2012, qui a reçu la majorité de son financement du gouvernement russe, ne remet pas en cause l'héroïsme des footballeurs. Mais ce qui le distingue des productions précédentes est la représentation de la plupart des Ukrainiens en tant que collaborateurs et sympathisants des nazis. Les Ukrainiens ont réagi avec indignation à de telles représentations.
En France, l'écrivain Laurent Binet dans son roman HHhH (2010) et Pierre-Louis Basse, ex-journaliste sportif, dans Gagner à en mourir (2012), reprennent la légende forgée par les Soviétiques, celle de la menace de mort en cas de victoire de l'équipe soviétique.